# 이하정 (가수)
이하정(1974년 10월 23일 ~ )은 대한민국의 가수이다.
현재 거주지는 서울특별시이다.

## 데뷔
- 2008년 정규 앨범 "이하정 골든 앨범"

## 음반
- 2018년 이하정 대중 가요
- 2012년 노크합니다 / 빨리와
- 2008년 이하정 Golden Album